# Never Let Me Go (single)
Never Let Me Go is een nummer van de Braziliaanse dj's Alok, Bruno Martini en Zeeba uit 2017.
"Never Let Me Go" is een zomers deephousenummer dat veel weg heeft van een ballad. De plaat flopte in Brazilië, het thuisland van de drie dj's, maar werd een klein hitje in Nederland met een 5e positie bereikte in de Tipparade. Ook in Vlaanderen kwam het tot de Tipparade. Het succes van voorganger Hear Me Now werd hiermee echter niet geëvenaard.

## Tracklijst
Muziekdownload
1. "Never Let Me Go" - 3:03
2. "Never Let Me Go" (extended mix) - 4:14